# Marco Evaristti
Marco Evaristti (nacido en 1963) es un artista chileno residente de Dinamarca desde la década de 1980.  Si bien es un arquitecto capacitado y en ejercicio, es conocido mayormente por sus obras de Shock art, en especial por una cena donde el plato principal era pasta agnolotti cubierta con una albóndiga hecha con su propia grasa, extraída en una operación de liposucción. 

## Biografía
Aunque fue criado como católico, en su adolescencia Evaristti descubrió que había nacido de madre judía, lo que algunos explican los temas filosóficos y religiosos de su obra. 
Evaristti tiene una maestría en arquitectura de la Real Academia Danesa de Bellas Artes, donde fue alumno del arquitecto Henning Larsen. A lo largo de los años, ha seguido trabajando en proyectos arquitectónicos privados, así como en proyectos por encargo. Sus obras de arquitectura contienen una mezcla de enfoques escandinavos, asiáticos y latinoamericanos.

## Arte
Evaristti utiliza en ocasiones materiales tomados de la naturaleza, como diamantes, oro, semen y sangre, para crear una reacción psicológica en el espectador. 
Viajando por diversos países y como parte del proyecto al que llama "Pink State", interviene el entorno natural con tintes de colores rojizos. 
Las manifestaciones del llamando "Pink State" han incluido el Proyecto Ice Cube de 2004 frente a Groenlandia, el intento de pintar la cumbre del Mont Blanc en 2007 (The Mont Rouge Project) en Francia y el Proyecto Arido Rosso de 2008 en el Sahara. Todos estos proyectos, en esencia, abordan cuestiones de poder territorial y hermandad. 

## Obra
En 1995, Evaristti fue profesor invitado en Bangkok en la Silipakorn Fine Arts University. En esa ciudad, fue testigo de más de treinta víctimas en la carretera cada día y acompañó a los investigadores en varios accidentes. Aquí adquirió sangre y otros restos de algunas de las escenas, y los utilizó con tinta para pintar lienzos. De esta manera, intentaba crear una imagen de cómo podría ser un desastre. Evaristti citó a Picasso que el arte es una representación de la realidad expresada a través de una mentira. Sin embargo, en estas pinturas la sangre es real y por tanto no es mentira. Tituló la pieza "Crash". 
Después de estudiar en la Real Academia Danesa de Bellas Artes, Evaristti ganó notoriedad por una exhibición de museo titulada Helena en el año 2000, que presentaba diez licuadoras funcionales que contenían peces dorados vivos. La exhibición, en el Museo de Arte Trapholt en Kolding, Dinamarca, invitaba a los invitados a encender las licuadoras. Esto llevó al director del museo, Peter Meyers, a ser acusado de crueldad animal para ser más tarde absuelto. 
En 2001, Evaristti trabajó en el proyecto "Terrorialista", que era una escultura de bronce pátinado plateada compuesta por veintiocho partes que formaban un cuerpo humano completo. Todas las piezas se basan en imágenes fotográficas de cuerpos humanos que fueron destrozados en actos de terrorismo de ambas partes del conflicto. Las lealtades, el género, la nacionalidad, la religión y cualquier otro rasgo que hubiera identificado a las personas en esas fotografías ahora estaban erradicadas. Partes de este trabajo se explican con más detalle en Pink State. 
El siguiente gran trabajo de Evaristti, en 2004, titulado Ice Cube Project, consistió en pintar de rojo la punta expuesta de un pequeño iceberg. Esto tuvo lugar el 24 de marzo en el fiordo de Kangia, cerca de Ilullissat, Groenlandia. Con dos rompehielos y una tripulación de veinte hombres, Evaristti utilizó tres mangueras contra incendios y 3.000 litros (790 galones estadounidenses) de pintura para colorear el iceberg de color rojo sangre. El artista comentó, “todos tenemos la necesidad de decorar a la Madre Naturaleza porque nos pertenece a todos”.
El 13 de enero de 2007, Evaristti organizó una cena donde el plato principal fue pasta agnolotti cubierta con una albóndiga hecha con su propia grasa, extraída a principios del mismo año en una liposucción . 
El 8 de junio de 2007, Evaristti cubrió la cima del Mont Blanc en Francia con una tela roja, junto con un poste de 20 pies con una bandera que ponía "Pink State". Había sido arrestado y detenido el 6 de junio por intentar pintar la misma cumbre de color rojo. Ha afirmado que su objetivo es concientizar sobre la degradación medioambiental . 
En 2009, Evaristti expuso su proyecto "Body Bags". Este consistía en tres bolsas para cadáveres fundidas en bronce, cada una de un color diferente, para simbolizar las tres principales religiones monoteístas. Afirmó que las bolsas para cadáveres eran como la imagen moderna del cráneo y recordaban a la gente, lo frágil que es la vida humana. Al hacer que cada una pareciera una religión diferente, intentaba imponer la idea de que no importa en qué ideas creas, tu vida terminará en la muerte. 
El 27 de enero de 2010, Evaristti expuso su obra "Rolexgate", la cual era una maqueta de la puerta de entrada al campo de concentración de Auschwitz-Birkenau. El 80% del modelo estaba compuesto de oro procedente de dientes de judíos que murieron en los campos de concentración. El modelo había sido expuesto brevemente en Berlín, pero fue retirado debido a la reacción del público. La obra fue robada en vísperas de año nuevo de 2019 durante una exhibición en Dinamarca.
En 2010, Evaristti creó su proyecto "Boxing Bag", en el que reemplazó el relleno de arena de los sacos de boxeo con pelo cortado de cristianos, judíos y musulmanes. Invitó a los espectadores a apartar las bolsas para atravesar la ruta de la exhibición. Sugirió que el espectador que golpeaba ciertas bolsas tenía una venganza contra esa religión. 
En marzo de 2013, Evaristti pintó de rojo, procedente de jugo de frutas, una cascada helada en Hovden, Aust-Agder, Noruega. 
En noviembre de 2022, Evaristti tuvo su primera exposición individual en West Eden, Tailandia junto con una exposición simultánea en Copenhague con la Galería Christoffer Egelund. 
En marzo de 2025, Evaristti desató polémica con su exposición Y ahora te importa en Copenhague, donde tres lechones fueron encerrados sin alimento ni agua para evidenciar la crueldad en la industria porcina danesa. La obra fue denunciada por organizaciones animalistas, que la calificaron como maltrato ilegal. El 1 de marzo, activistas, con ayuda de un amigo del artista, rescataron a los animales, lo que Evaristti primero criticó, pero luego aceptó como un mejor destino para ellos. La controversia reavivó el debate sobre los límites del arte y la ética en la denuncia social. 